# Asociación Española de Municipios del Olivo
La Asociación Española de Municipios del Olivo (AEMO), es una entidad supra-municipal constituida por más de ciento setenta ayuntamientos y diputaciones de España (2009). 
El objetivo de AEMO es constituir, desde la Administración Local, una plataforma que promocione y revalorice la "cultura del olivo", una Asociación que articule e imprima personalidad propia a determinadas comunidades, enfatizando los aspectos de su economía, cultura e historia.
AEMO se fundó, mediante Asamblea Constituyente, el 13 de diciembre de 1996, en Olvera (Cádiz), asistiendo representantes de treinta y seis ayuntamientos y cuatro diputaciones. Posteriormente, se han adherido nuevas instituciones. La presidencia de Asociación Española de Municipios del Olivo la ostenta la Diputación de Córdoba (2011-2015). Anteriormente la Asociación fue presidida por la Diputación de Jaén, la Diputación de Córdoba y la Diputación de Sevilla.
AEMO publica semanalmente su boletín electrónico sectorial, llamado Boletín e-Olivar.